# Vogyicska Bálint
Vogyicska Bálint (Mohács, 1998. február 27. –) magyar labdarúgó, a Kozármisleny középpályása.

## Pályafutása
Vogyicska Bálint 2004 és 2011 között a Mohácsi TE és a Kozármisleny csapatainak akadémiáin ismerte meg labdarúgás alapjait. 2011 és 2015 között a 
Sándor Károly Labdarúgó Akadémián nevelkedett. 2015-ben került fel az MTK Budapest felnőtt csapatához, ahol a 2014–2015-ös bajnoki szezonban bemutatkozhatott az élvonalban is. A 2015–2016-os bajnokságot is az MTK első csapatával kezdte, ahol 2016 áprilisában meghosszabbították szerződését 2019 nyaráig. A svájci székhelyű Sporttudományok Nemzetközi Központja (CIES) 2016 decemberében azon húsz év alatti játékosok közé sorolta, akik fiatal koruk ellenére már több élvonalbeli fellépéssel gazdagodtak. Az MTK kiesett az élvonalból a 2016–2017-es szezon végén, de Vogyicska kölcsönben a bronzérmes Vasasnál folytatta pályafutását. 2017–2018-as szezonban a Vasas színeiben a bajnokságban húsz alkalommal, a Magyar kupában egyszer lépett pályára, gólt nem szerzett. 2018–2019-es szezonban az angyalföldi klub és az és az MTK Budapest osztályt cserélt, így Vogyicska is visszakerült a kék-fehérekhez. A Magyar kupában három mérkőzésen lépett pályára és két gólt szerzett. 18 bajnokin kapott lehetőséget az élvonalból kieső MTK-ban, majd a szezon után a kevés játéklehetőség miatt közös megegyezéssel szerződést bontott nevelőegyesületével. 2019 szeptemberében három évre aláírt a másodosztályú Gyirmóthoz.
2022. február 22-én az Ajka csapatához szerződött, ott közel két évet töltött el, majd 2024. január 8-án a másodosztályú Kozármisleny csapatához igazolt.

## Statisztika
2019. február 23-án frissítve
| Klub                    | Szezon           | Liga            | Liga  | Nemzeti kupa    | Nemzeti kupa | Ligakupa        | Ligakupa | Nemzetközi kupa | Nemzetközi kupa | Egyéb           | Egyéb | Összesen        | Összesen |
| Klub                    | Szezon           | Pályára lépések | Gólok | Pályára lépések | Gólok        | Pályára lépések | Gólok    | Pályára lépések | Gólok           | Pályára lépések | Gólok | Pályára lépések | Gólok    |
| ----------------------- | ---------------- | --------------- | ----- | --------------- | ------------ | --------------- | -------- | --------------- | --------------- | --------------- | ----- | --------------- | -------- |
| MTK Bp.                 |                  |                 |       |                 |              |                 |          |                 |                 |                 |       |                 |          |
| 2014–2015               | 2                | 0               | 0     | 0               | 3            | 1               | 0        | 0               | 0               | 0               | 5     | 1               |          |
| 2015–2016               | 6                | 0               | 2     | 0               | 0            | 0               | 0        | 0               | 0               | 0               | 8     | 0               |          |
| 2016–2017               | 24               | 1               | 1     | 0               | 0            | 0               | 0        | 0               | 0               | 0               | 25    | 1               |          |
| 2018–2019               | 11               | 0               | 3     | 2               | 0            | 0               | 0        | 0               | 1               | 0               | 15    | 2               |          |
| Összesen                | Összesen         | 43              | 1     | 6               | 2            | 3               | 1        | 0               | 0               | 1               | 0     | 53              | 4        |
| MTK Bp. II (kölcsönben) |                  |                 |       |                 |              |                 |          |                 |                 |                 |       |                 |          |
| 2015–2016               | 21               | 5               | 0     | 0               | 0            | 0               | 0        | 0               | 0               | 0               | 21    | 5               |          |
| 2016–2017               | 1                | 0               | 0     | 0               | 0            | 0               | 0        | 0               | 0               | 0               | 1     | 0               |          |
| Összesen                | Összesen         | 22              | 5     | 0               | 0            | 0               | 0        | 0               | 0               | 0               | 0     | 22              | 5        |
| Vasas (kölcsönben)      |                  |                 |       |                 |              |                 |          |                 |                 |                 |       |                 |          |
| 2017–2018               | 20               | 0               | 1     | 0               | 0            | 0               | 0        | 0               | 0               | 0               | 21    | 0               |          |
| Karrier összesen        | Karrier összesen | 85              | 6     | 7               | 2            | 3               | 1        | 0               | 0               | 1               | 0     | 96              | 9        |